# Катрин Хепбърн
Катрин Хютън Хепбърн (на английски: Katharine Houghton Hepburn) е американска филмова и театрална водеща актриса с 60-годишна кариера. Тя се появява в редица жанрове, от комедия до литературна драма и е единствената носителка на 4 награди „Оскар за най-добра женска роля“, записана в „Рекордите на Гинес“ и рекордите на Оскарите.
Известна е най-вече със своята остроумност, независимост и елегантност. През 1999 г. е обявена от Американския филмов институт за най-голямата звезда сред жените на класическото кино в Холивуд.
Израства в Кънектикът при богати, прогресивни родители. След четири години в театъра на Бродуей, привлича вниманието на Холивуд. Нейните ранни години във филмовата индустрия се отличават с успех, включително Оскар за третия ѝ филм, „Утринна слава“ (1933), който обаче е последван от серия касови неуспехи, довели до това през 1938 г. медиите да я наричат „отрова за боксофиса“. През 40-те години на ХХ век е назначена в Metro-Goldwyn-Mayer, където основната част от кариерата ѝ е насочена към съюз със Спенсър Трейси. Екранното партньорство обхваща 26 години и продуцира девет филма.
Получава още три Оскара за работата си в „Познай кой ще дойде на вечеря“ (1967), „Лъвът през зимата“ (1968) и „На златното езеро“ (1981). През 70-те години на ХХ век започва да се появява в телевизионни филми, които по-късно стават център на кариерата ѝ. Остава активна и в напреднала възраст. Последната ѝ поява на екрана е през 1994 г. във филма „Любовна история“, когато е на 87 години. Хепбърн умира на 96 години през 2003 г., след като известно време не е работила активно и е била с влошено здраве. През същата година излиза книгата „Спомени за Катрин Хепбърн“ (Kate remembered) на А. Скот Бърг.
Катрин Хепбърн успява да избегне публицистичната и рекламна машина на Холивуд и да запази личния си живот в тайна, като отказва да спазва правилата и да се придържа към очакванията на обществото за жените от това време. Тя е пряма, атлетична, непоклатима, уверена, спокойна и носи панталони преди тази практика да е общоприета мода за жените. Запазва 26-годишната си любовна връзка със Спенсър Трейси (от 1941 г. до годината на неговата смърт през 1967 г.) скрита от обществеността, макар той никога да не се развежда с жена си. С нетрадиционния си начин на живот и независимите героини, в които се превъплъщава в театъра и на екрана, тя става символ на модерната жена на XX век в САЩ и се превръща във важна културна фигура.

## Биография

### Ранни години
Катрин Хепбърн е родена в Хартфорд, Кънектикът, на 12 май 1907 г. и е второто от общо шест деца. Баща ѝ Томас Норвал Хепбърн е уролог в болницата на града, а майка ѝ Катрин Марта Хютън се занимава с феминистка кампания. И двамата ѝ родители са с прогресивни убеждения и се борят за социална промяна в САЩ. Като дете Хепбърн се присъединява към майка си на няколко демонстрации за правото на жените на глас. Децата от семейство Хепбърн са възпитани в уважение към свободата на словото и са насърчавани да мислят и водят дискусии на всяка тема, която пожелаят. Родителите ѝ са критикувани от обществото за своите прогресивни възгледи, които дават сили на Хепбърн да се бори срещу препятствията, с които се сблъсква. От най-ранна възраст тя усеща, че родителите ѝ са забележителни и е изключително щастлива, че с възпитанието си са осигурили основата на успеха ѝ.
Младата Катрин е мъжкарана, носи късо подстригана коса и нарича себе си Джими. Томас Хепбърн иска децата му да използват ума и тялото си пълноценно и ги учи да плуват, тичат, да се гмуркат, яздят и да играят голф и тенис. Голфът става страст на Катрин и тя дори достига до полуфинал на шампионата по голф за юноши. Катрин Хепбърн обича да плува в Лонгайлъндския проток и взима ледено студени бани всяка сутрин. Обича филмите от най-ранна възраст и гледа по един всяка събота вечер. Поставя пиеси и ги изпълнява за съседите си заедно с приятели и роднини за 50 цента на билет за набиране на средства за навахо.
На 3 април 1921 г. по време на посещение при приятели в Гринуич Вилидж, Хепбърн открива безжизненото тяло на обожавания от нея по-голям брат – Том. Причината за смъртта се счита за самоубийство. Семейство Хепбърн обаче отрича, че е самоубийство и твърди, че смъртта на Том е неуспял експеримент. Инцидентът прави Хепбърн нервна, мрачна и подозрителна към хората. Тя стои настрана от другите деца, спира да ходи на училище и започва да взима частни уроци. Много години подред използва рождения ден на Том като своя рождена дата. Едва през 1991 г., когато публикува автобиографията си „Аз: Истории от моя живот“, става ясна нейната истинска рождена дата.
През 1924 г. Катрин Хепбърн започва да посещава колеж. Тя отива най-вече, за да не разочарова майка си, която е учила там. В спомените си разкрива, че това преживяване [1] не ѝ е харесало, стеснителна е и се чувства неудобно сред съучениците си. Бори се със схоластичното звучене в изявленита яна университета. Именно тук започва да играе редовно на сцената на университетския театър. В последната година в колежа играе главната роля в „Жената на Луната“. Положителните отзиви, които получава, затвърждават убеждението ѝ, че трябва да се занимава с актьорско майсторство. Завършва със степен по история и философия през юни 1928 г.

### Кариера

#### Театрален дебют
Хепбърн напуска университета, решена да стане актриса. В деня след дипломирането си, тя пътува до Балтимор, за да се срещне с Едуин Х. Кнопф, който ръководи успешна театрална трупа. Впечатлен от нетърпението ѝ, той я включва в произведението, върху което работи тогава, „Царицата“. Тя получава добри отзиви за малката си роля. Втората ѝ постановка е по-добре приета. Получава критики за пискливия си глас и напуска Балтимор, за да учи в Ню Йорк при специалист.
Кнопф решава да покаже „Голямото езеро“ в Ню Йорк и дава на Хепбърн главната роля. На първата вечер тя се появява късно, бърка репликите си, спъва се и говори твърде бързо, заради което не могат да я разберат. Уволнена е веднага. Независимо от това обединява усилия с продуцента Артър Хопкинс и приема ролята на ученичка в „Тези дни“. Дебютът ѝ на Бродуей идва на 12 ноември 1928 г. в театър Корт, но отзивите за представлениетоне са добри и то приключва само след осем нощи. Хопкинс незабавно наема Хепбърн във „Ваканция“ на Филип Бари. В началото на декември след само две седмици тя напуска, за да се ожени за Лъдлоу Огден Смит, познат от колежа бизнесмен. Планира да напусне театъра, но работата започва да ѝ липсва и се завръща към ролята си във „Ваканция“, в която се задържа в продължение на шест месеца.
През 1929 г. Хепбърн отхвърля предложението на театър Гилд да играе главна роля в „Смъртта си взима почивен ден“. Чувства, че ролята е добра, но отново е уволнена. През пролетта на 1930 г. Хепбърн се присъединява към театрална компания в Стокбридж, Масачузетс. Напуска по средата на летния сезон и продължава да учи с драматург. В началото на 1931 г. участва в продукцията на Бродуей „Изкуство и г-жа Бутилка“. Отново е освободена от работа след неприятно изказване на режисьора: „Тя изглежда страшна, маниерите ѝ са неприемливи и няма талант“, но Хепбърн е наета отново, тъй като не може да бъде намерена друга актриса. Успехът на пиесата е слаб.
Хепбърн се появява в редица пиеси на летния театър в Айвъритън, Кънектикът и става хит. През лятото на 1931 г. Филип Бари я моли да играе в новата му пиеса „Животинско царство“, заедно с Лесли Хауърд. Започват репетиции през ноември, Хепбърн е сигурна, че ролята ще я превърне в звезда, но Хауърд не я харесва и отново я уволняват. Когато пита Бари защо, той отговаря: „Ако трябва да съм брутално откровен, не беше много добра“. Това разклаща самочувствието на Хепбърн, но тя продължава да търси работа.
Следващата роля на Хепбърн, „Съпругът на воина“ се оказва пробивът, за който тя мечтае. Ролята е идеална за актрисата – изисква агресивна енергия и атлетизъм, и тя се включва в продукцията с въодушевление. Премиерата е на 11 март 1932 г. в театър Мороско на Бродуей. При първото си появяване Хепбърн трябва да скочи от тясно стълбище с товар на рамото, облечена в къса сребърна туника. Представленията продължават три месеца и Хепбърн получава положителни отзиви.

#### Успехи в Холивуд
Служител на агента от Холивуд Лиланд Хейуърд забелязва появата на Хепбърн в „Съпругата на воина“ и я моли да се яви на кастинг за ролята на Сидни Феърфийлд в предстоящия филм „Молба за развод“. Режисьорът Джордж Кюкор е впечатлен от представянето: „Тя е странно създание“, спомня си той, „не прилича на никого, когото съ виждал някога на прослушване“. Той особено харесва начина, по който Хепбърн взима чаша: „Мисля, че е много талантлива в това отношение“. След като ѝ предлагат ролята, тя иска $1500 на седмица, голяма сума по това време за непозната актриса. Кюкор подканва студиото да приеме исканията ѝ и подписва с Хепбърн временен договор с гаранция от три седмици. Ръководителят Дейвид О. Сезник разказва, че с наемането на необичайната актриса е поел огромен риск.
Хепбърн пристига в Калифорния през юли 1932 г. на 25-годишна възраст. Участва във филма с Джон Баримор, но не показва никаква уплаха. Въпреки че не ѝ е лесно да се приспособи към актьорското майсторство във филмите, Хепбърн е очарована от индустрията от самото начало. Филмът е успешен и актрисата получава положителни отзиви. Ню Йорк Таймс нарича изпълнението ѝ изключително добро. Върайъти отбелязва: „Катрин Хепбърн прави странно впечатление с първия си филм. В нея има нещо жизненоважно, което я отличава от всички други във филмовата галактика“. След „Молба за развод“, RKO подписват с нея дългосрочен договор. Джордж Кюкор става неин приятел и колега за цял живот – той и Хепбърн правят десет филма заедно.
Вторият филм на Хепбърн е „Кристофър Стронг“ (1933), историята на авиатор и аферата с женен мъж. Филмът не е успешен от търговска гледна точка, но отзивте за Хепбърн са добри. Реджина Крей пише в „Journal American“, че макар че маниерите ѝ са груби, те привличат вниманието и омайват публиката. Тя е завършена, категорична и позитивна личност. Третият филм на Хепбърн я затвърждава като основна актриса в Холивуд. За ролята на актрисата Ева Лъвлейс – роля, предназначена за Констанс Бенет – в „Утринна слава“, тя печели Оскар за най-добра женска роля. Вижда сценария на бюрото на продуцента Пандро С. Бърман и е убедена, че е родена за тази роля, настоява, че тази роля трябва да е нейна. Катрин Хепбърн решава да не присъства на церемонията по награждаването – и през цялата си кариера не го прави – но е развълнувана от наградата. Успехът ѝ продължава с ролята на Джо във филма „Малки жени“ (1933). Филмът е хит, един от най-големите успехи във филмовата индустрия до този момент, а Хепбърн печели награда за най-добра актриса на филмовия фестивал във Венеция. „Малките жени“ е едно от личните любими превъплъщения на Хепбърн и тя се гордее с представянето си.
До края на 1933 г. Хепбърн е уважавана филмова актриса, но нейният стремеж е да се докаже на Бродуей. Джед Харис, един от най-успешните театрални продуценти през 20-те години на ХХ век, преживява труден период в кариерата си. Той моли Хепбърн да участва в пиесата „Езерото“, което тя се съгласява да направи срещу ниска заплата. Преди да напусне, RKO иска от нея да се снима в „Избухливият“ (1934). Ролята на Хепбърн във филма е на необразовано планинско момиче. Този филм се смята за един от най-лошите ѝ, а Хепбърн получава лоши отзиви за играта си. До края на живота си държи снимка на Хикс, героинята от филма, в спалнята си, за да ѝ напомня за провала и да не се възгордява.
„Езерото“ е представено във Вашингтон, където предварителните продажби са големи. Заради лошото ръководство на Харис доверието на Хепбърн се подкопова и изпълнението ѝ я измъчва. Въпреки това Харис премества пиесата в Ню Йорк без повторна репетиция. Първото представление е в театър „Мартин Бек“ на 26 декември 1933 г., а Хепбърн е атакувана от критиците. Дороти Паркър се шегува: „Тя показва цялата гама от емоции по целия път от А до Б“. Вече обвързана с десетседмичен договор, трябва да понесе унижението от бързо намаляващите продажби на боксофиса. Харис решава да премести шоуто в Чикаго, като казва на Хепбърн: „Скъпа, единственият интерес, който имам към Вас, са парите, които мога да направя от Вас“. Хепбърн не иска да продължи неуспешното представлевие затова заплаща на Харис 14 000 долара от собствените си спестявания, за да закрие продукцията. По-късно тя говори за Харис като за „най-големия дявол, когото някога съм срещала“ и заявява, че това, което е преживявала е важно, за да ѝ даде урок как да поеме отговорност за кариерата си.

#### Спънки и временни неуспехи
След провала на „Избухливият“ и „Езерото“, RKO ѝ дава роля в „Малкият министър“ (1934), по викториански роман на Джеймс Матю Бари, в опит да повтори успеха на „Малки жени“. Това не се получава, а филмът е търговски неуспех. Романтичната драма „Разбити сърца“ (1935) с Шарл Боайе е с лоши отзиви и губи пари. След три неуспешни филма успехът се завръща при Хепбърн с „Алис Адамс“ (1935), история за отчаяните опити на едно момиче да се изкачи в обществото. Хепбърн харесва книгата и с удоволствие приема предложената роля. Филмът е хит, един от любимите на Катрин, и донася на актрисата втора номинация за Оскар. Остава на второто място по най-много гласове след победителката Бети Дейвис.
Тъй като може да избира следващото си начинание, Хепбърн решава да участва в новия проект на Джордж Кюкор, „Силвия Скарлет“ (1935), който я свързва за пръв път с Кари Грант. Косата ѝ е подстригана късо, защото героинята ѝ се маскира като момче през по-голямата част от филма. Критиците не харесват „Силвия Скарлет“ и той не е популярен сред публиката. След това играе Мери Стюарт в „Мария Шотландска“ (1936) на Джон Форд, но и той има същата участ и е лошо приет. Следва „Една разбунтувана жена“ (1936), драма от викторианската ера, в която героинята на Хепбърн се противопоставя на общественото мнение, като ражда извънбрачно дете. „Качествена улица“ (1937) този път е комедия. Нито един от тези филми не е популярен или харесван, което означава, че Катрин има четири неуспешни последователни филма.
Наред със серията от непопулярни филми, проблеми възникват и с поведението на Хепбърн. Връзката ѝ с пресата не е лесна, тъй като тя може да е груба и провокативна. На въпроса дали има деца, отговаря: „Да, имам пет: две бели и три цветнокожи“. Не дава интервюта и отказва исканията за автографи, вследствие на което получава прякора „Катрина Арогантска“. Обществеността също е объркана от момчешкия ѝ вид и модния избор, и тя става до голяма степен непопулярна фигура. Хепбърн усеща, че трябва да напусне Холивуд и се връща на изток, за да играе в театралната адаптация на „Джейн Еър“. Има успешно турне, но е несигурна за сценария и не желае да рискува повторно неуспешно представяне след бедствието с „Езерото“, затова решава да не участва в шоуто на Бродуей. Към края на 1936 г. Хепбърн разглежда ролята на Скарлет О'Хара в Отнесени от вихъра. Продуцентът Дейвид О. Селзник отказва да ѝ даде ролята, защото чувства, че не е достатъчно сексапилна. Той съобщава на Хепбърн: „Не виждам как Рет Бътлър може да те преследва в продължение на дванадесет години“.
Следващият проект на Хепбърн, „Сценична врата“ (1937), я свързва с Джинджър Роджърс в роля, която отразява собствения ѝ живот – този на момиче от богатото общество, което се опитва да стане актриса. Филмът е номиниран за Оскар за най-добър филм, но не е очакваният от RKO боксофис успех. Изследователи от индустрията обвиняват Хепбърн за ниските печалби, но студиото продължава да се ангажира да възроди нейната популярност. Тя участва в комедията на Хауърд Хоукс „Да отглеждаш бебе“ (1938), където изиграва развълнувана наследница, която губи леопард, докато се опитва да свали палеонтолог (Кари Грант). Тя се включва в комедията с увереност и взема съвети от участника във филма Уолтър Катлет. „Да отглеждаш бебе“ е признат от критиците, но въпреки това неуспех на боксофиса. С този жанр и Грант, двамата изключително популярни по онова време, биографите смятат, че вината е в неодобрението и неприемането на Хепбърн от кинолюбителите.
След поредица от неуспешни филми, сдружението Независимите театрални собственици на Америка включват актрисата в списък с актьори, считани за „отрова за боксофиса“. Репутацията ѝ е ниска и следващият филм, който RKO ѝ предлага е „Пилетата на Майка Кери“ – второразряден филм с лоши перспективи. Хепбърн го отказва и вместо това избира да откупи договора си за 75 000 долара. Много актьори се страхуват да оставят стабилността на студийната система по онова време, но личното богатство на Хепбърн позволява нейната независимост. Тя се присъединява към филмовата версия на „Ваканция“ (1938) заедно с Columbia Pictures, като за трети път партнира на Грант, за да играе момиче в обществото, което има връзка с годеника на сестра си. Комедията има положителни отзиви, но не успява да привлече голяма част от аудиторията, и следващият сценарий, предложен на Хепбърн, идва със заплата от 10 000 долара, по-малко, отколкото е получавала в началото на филмовата си кариера.

#### Възраждане на кариерата
След този спад в кариерата си Хепбърн предприема действия, за да създаде свой собствен метод за завръщане. Тя напуска Холивуд, за да потърси проект и се включва в новата пиеса „Филаделфийска история“ на Филип Бари. Пиесата е пригодена да покаже характера на актрисата, в ролята на Трейси Лорд, включваща смес от хумор, агресия, нервност и уязвимост. Хауърд Хюз, любовник на Хепбърн по това време, усеща че пиесата може да стане причина за нейното блестящо завръщане в Холивуд и откупува от нейно име правата на филма, преди неговия дебют. „Филаделфийска история“ първо обикаля Съединените щати при положителни отзиви, а след това открива в Ню Йорк в театър Шуберт на 28 март 1939 г. Става голям хит, финансов успех при положителни оценки на критиците, 417 спектакъла, а след това и второ успешно турне.
Няколко от големите киностудия се обръщат към Хепбърн, за да направят филмовата версия на пиесата на Бари. Тя избира да продаде правата на Metro-Goldwyn-Mayer (MGM), студио номер едно в Холивуд, при условие че тя е в главната роля. Като част от сделката тя също така има право да избере режисьора и тя избира Джордж Кюкор, както и Джеймс Стюарт и Кари Грант като партньори. „Филаделфийска история“ е един от най-големите хитове на 1940 г., счупвайки всички рекорди на Радио Сити Мюзик Хол. Хепбърн е номинирана на трети Оскар.
Тя също така има заслуги за развитието на следващия си проект – романтичната комедия „Жена на годината“ за политически журналист и спортен репортер, чиято връзка е застрашена от нейната независимост. Идеята за филма е предложена от Гарсън Канин през 1941 г., който си спомня как Хепбърн е допринесла за сценария. Тя представя крайния продукт на MGM и иска 250 000 долара за него – половината за нея, половината за авторите. Нейните условия са приети, Хепбърн получава и правото да избере режисьора и актьорите – Джордж Стивънс и Спенсър Трейси. Излязъл през 1942 г., „Жена на годината“ е друг голям успех. Критиците възхваляват избора на звездите и отношението между тях и отбелязват нарастващата зрялост и усъвършенстване на Катрин Хепбърн. Изпълненията са отбелязани като блестящи, Хепбърн получава четвърта номинация за Оскар и подписва договор с MGM.
През 1942 г. Хепбърн се завръща на Бродуей, за да се появи в друга пиеса, „Без любов“ на Филип Бари, която също е написана за нея. Критиците не са особено впечатлени от продукцията, но с популярността на Хепбърн 16 седмици са продадени предварително. MGM се старае да събере отново Трейси и Хепбърн за нов филм и се установява на „Пазителят на пламъка“ (1942). Черна загадка с пропагандно послание за опасностите на фашизма, филмът се гледа от Хепбърн като възможност да направи достойно политическо изявление. Той получава лоши отзиви, но е финансов успех, потвърждавайки популярността на връзката между Трейси и Хепбърн.
По-голямата част от филмите, които Хепбърн прави в този период, са със Спенсър Трейси. Тя по-късно казва, че партньорството е допринесло много за развитието на кариерата ѝ, тъй като той е по-популярната звезда по това време. След „Жена на годината“ Хепбърн започва романтична връзка с Трейси и се посвещава да му помогне, тъй като той страда от алкохолизъм и безсъние. Кариерата ѝ се забавя, тя работи по-малко за останалата част от 40-те, отколкото през 30-те години на ХХ век, особено докато не се появи отново на сцена през 1950 г. Единствената ѝ поява през 1943 г. е камео във военен филм, играейки себе си. През 1944 г. тя играе нетипична роля на китайска селянка в сериала с висок бюджет „Семето на Дракона“. Хепбърн е ентусиазирана за филма, но се сблъсква с хладен прием. След това тя се събира отново с Трейси за филмовата версия на „Без любов“ (1945), за да подкрепи Трейси при завръщането му на Бродуей. „Без любов“ получава лоши ревюта, но новото начинание на Трейси и Хепбърн заедно отново е голямо събитие, филмът продава рекорден брой билети през Великденския уикенд на 1945 г.
Следващият филм на Хепбърн е „Подводно течение“ (1946), филм ноар с Робърт Тейлър и Робърт Мичъм, който е зле приет. Четвъртият филм с Трейси идва през 1947 г. Това е драма, поставена в американския Запад, наречена „Море от трева“. Подобно на „Пазителят на пламъка“ и „Без любов“, хладната реакция на критиците не го спира да стане финансов успех както в страната, така и в чужбина. Същата година Хепбърн играе Клара Шуман в „Песен на любовта“. Тя тренира интензивно с пианист за ролята. До пускането на филма през октомври, кариерата на Хепбърн е значително засегната от обществената ѝ опозиция срещу нарастващото антикомунистическо движение в Холивуд. Считана от някои като опасно прогресивна, не ѝ се предлага работа в продължение на девет месеца, а хората съобщават, че хвърлят предмети по екрана при прожекциите на „Песен на любовта“. Нейната следваща роля е неочаквана, тъй като тя се съгласява да замени Клодет Колбер само дни преди да започнат снимките на политическата драма на Франк Капра „Съюзна държава“ (1948). Трейси отдавна е нает да играе мъжката роля, затова Хепбърн е запозната със сценария и така това става петият съвместен филм на Трейси и Хепбърн. Критиците реагират положително и филмът се представят добре в боксофиса.
Трейси и Хепбърн се появяват на екрана заедно за трета поредна година във филма „Адамово ребро“ от 1949 г. Това е комедия в стил „битка на половете“ и е написана специално за дуото от техните приятели Гарсън Канин и Рут Гордън. Една история за женените адвокати, които се изправят един срещу друг в съда, Хепбърн го описва като „идеален за [Трейси] и за мен“. Въпреки че нейните политически възгледи все още предизвикват протести в театрите в цялата страна, „Адамово ребро“ е хит, с благоприятни отзиви и най-печелившият на дуото Трейси и Хепбърн дотогава. „Ню Йорк Таймс“ е изпълнен с похвали за филма и приветства съвършената съвместимост на дуото на екрана.

#### Нови хоризонти на кариерата
През 50-те години на ХХ век Хепбърн поема серия от професионални предизвикателства и се простира по-далеч, отколкото във всеки друг момент от живота си, във времето когато повечето други актриси започват да се оттеглят. Берг описва десетилетието като „сърцето на огромното ѝ наследство“ и „периодът, в който тя наистина става вярна на себе си“. През януари 1950 г. Хепбърн се впуска в Шекспирови постановки, играе Розалинда на сцената в „Както ви харесва“. Надява се да докаже, че може да играе вече утвърден материал. Постановката е с премиера в театър Корт в Ню Йорк при пълна зала и е продадена за 148 представления. След това продукцията продължава с турне. Ревютата за Хепбърн варират, но тя е отбелязана като единствената водеща дама в Холивуд, която изпълнява на сцена висококачествен материал.
През 1951 г. Хепбърн заснема „Африканската кралица“ – първият ѝ филм в Technicolor. Тя изиграва ролята на Роуз Сайър, мисионерка и стара мома, живееща в германската част на Източна Африка при избухването на Първата световна война. С участието на Хъмфри Богарт, „Африканската кралица“ е заснет най-вече на място в Белгийско Конго – възможност, която Хепбърн приветства. Това обаче се оказа трудно преживяване, а Хепбърн се разболява от дизентерия по време на снимките. По-късно в живота си тя издава мемоари за това преживяване. Филмът е пуснат в края на 1951 г., при популярна подкрепа и признание на критиците, и дава на Хепбърн петата номинация за най-добра актриса на наградите Оскар. Това е първият успешен филм, който Катрин прави без Трейси десетилетие след „Филаделфийска история“ и доказва, че може да бъде хит и без него, като напълно възстановява популярността си.
Хепбърн прави спортната комедия „Пат и Майк“ (1952) – вторият филм, написан специално за дуото Трейси – Хепбърн от Канин и Гордън. Тя е запален спортист, а Канин по-късно описва това като вдъхновение за филма. Хепбърн е подложена на натиска да играе няколко спорта на високо ниво, много от които не са включени във филма. „Пат и Майк“ е един от най-популярните и аплодирани филми, а също и личен фаворит на Хепбърн от деветте филма, които прави с Трейси. За изпълнението си получава номинация за наградата Златен глобус за най-добра актриса в музикален филм или комедия.
През лятото на 1952 г. Хепбърн се появява в лондонския Уест Енд за десет седмици в „Милионершата“ на Джордж Бърнард Шоу. През октомври 1952 г. премиерата е в театър Шуберт, където въпреки хладната реакция на критиците билетите са разпродадени за десетте седмици. Впоследствие Хепбърн се опитва да превърне пиесата във филм, тя дори предлага да работи без пари и дори да плати, но нито едно студио не е привлечено от проекта. По-късно тя споменава това като най-голямо разочарование на кариерата си.

#### Роли на стари моми и пиеси на Шекспир
„Пат и Майк“ е последният филм, който Хепбърн завършва по договора си с MGM, което я прави свободна да избира своите проекти след това. Тя прекарва две години в почивка и пътуване, преди да се ангажира с романтичната драма на Дейвид Лийн „Лятно време“ (1955 г.). Филмът е заснет във Венеция, а Хепбърн играе самотна звезда, която има страстна любовна връзка. Тя описва филма като много емоционален и смята, че е интересно да работи с Лийн. По собствено настояване Хепбърн пада в канал и в резултат на това развива хронична инфекция на очите. Ролята ѝ печели още една номинация за Оскар и е цитирана като част от най-добрите ѝ роли. По-късно Лийн казва, че това е неговият любим филм от всички филми, които е създал, а Хепбърн – любимата му актриса. На следващата година Хепбърн прекарва шест месеца на турне в Австралия с театралната компания Old Vic, играейки във „Венецианският търговец“, Кейт в „Укротяването на опърничавата“ и Изабела в „Мяра за мяра“. Обиколката е успешна и Катрин Хепбърн печели значителни похвали за усилието си.
Получава номинация за Оскар за втора поредна година за работата си с Бърт Ланкастър в „Продавачът на дъжд“ (1956 г.). Тя изиграва роля на самотна жена, въвлечена в любовна афера, и става ясно, че е намерила ниша в ролите на „жадни за любов стари моми“, които се харесват на критиците и публиката. Хепбърн казва, че играе себе си в такива роли. Не е трудно да играе тези жени, защото тя е една от тях. По-малък успех през тази година е „Желязната фуста“ (1956 г.), преработка на класическата комедия „Ниночка“, заедно с Боб Хоуп. Хепбърн играе в ролята на хладнокръвен съветски пилот, представянето е наречено ужасно. Филмът е провал.
Трейси и Хепбърн се събират отново на екрана за първи път от пет години за комедията „Бюро“ (1957 г.). През това лято Хепбърн се завръща към Шекспир. Появявайки се в Стратфорд, Кънектикът, в американския театър Шекспир, тя играе отново във „Венецианският търговец“ и „Много шум за нищо“. Отзивите са положителни.
След две години далече от киното, Хепбърн участва във филмовата адаптация на спорната пиеса на Тенеси Уилямс „Внезапно, миналото лято“ (1959 г.) с Елизабет Тейлър и Монтгомъри Клифт. Филмът е заснет в Лондон и е „напълно мизерно преживяване“ за Хепбърн. Тя има сблъсък с режисьора Джоузеф Манкиевич по време на снимките и конфликтът достига връхната си точка, когато го заплюва в лицето. Филмът е финансов успех, а работата ѝ като зловещата леля Виолет Венабъл дава на Хепбърн осма номинация за Оскар. Уилямс е доволен от представянето, като пише „Кейт е актриса мечта на драматурга. Тя прави диалога по-добър чрез несравнима красота и яснота на дикцията.“ Той написва „Нощта на игуаната“ (1961 г.) с мисълта за Хепбърн, но актрисата, макар и поласкана, усеща, че пиесата не е за нея и отказа ролята, която отива при Бет Дейвис.
Хепбърн се завръща в Стратфорд през лятото на 1960 г., за да играе Виола в „Дванадесета нощ“ и Клеопатра в „Антоний и Клеопатра“. „Ню Йорк Пост“ пише за Клеопатра: „Хепбърн предлага изключително многофункционално представяне ... веднъж или два пъти влиза в нейните известни маниери и винаги е интересно да се гледа.“ Самата Хепбърн се гордее с тази роля. Нейният репертоар е допълнително подобрен, когато се появява във филмовата версия на Сидни Лъмет по произведението на Юджийн О'Нийл „Дългият път на деня към нощта“ (1962 г.). Това е нискобюджетна продукция и тя се появява във филма за една десета от установената заплата. Катрин Хепбърн го нарича най-добрата пиеса, която тази страна някога е виждала, и ролята на пристрастената към морфина Мери Тирон – най-предизвикателната женска роля в американската драма, и чувства че представянето ѝ е най-добрата игра на екрана в кариерата ѝ. „Дългият път на деня към нощта“ печели номинация за Оскар и наградата за най-добра актриса на филмовия фестивал в Кан.

#### Успех в по-късните години
След приключването на „Дългият път на деня към нощта“ Хепбърн си взима почивка, за да се грижи за боледуващия Спенсър Трейси. Тя не работи до 1967 г. когато прави деветия си филм с Трейси – „Познай кой ще дойде на вечеря“. Филмът повдига темата за междурасовите бракове. В него участва племенницата на Хепбърн, Катрин Хаутън, която играе в ролята на дъщеря ѝ на екрана. Трейси умира вече по това време, страдайки от последиците на сърдечно заболяване. По-късно Хаутън коментира, че леля ѝ е „изключително напрегната“ по време на снимките. Трейси умира 17 дни след заснемането на последната сцена. „Познай кой ще дойде на вечеря“ се превръща в триумфално завръщане за Хепбърн и нейният най-успешен търговски филм до този момент. Тя печели втория си Оскар за най-добра актриса, 34 години след като печели първия. Смята, че наградата не е само за нея, а също така споделена с Трейси.
Катрин Хепбърн бързо се завръща към работа след смъртта на Трейси, като средство срещу скръбта. Тя получава множество сценарии и избира да играе Елеонор Аквитанска в „Лъвът през зимата“ (1968 г.) – роля, която тя нарича очарователна, с участието на Питър О'Туул. Заснемането става в абатството Монмажур в южната част на Франция, което тя обича, въпреки че според режисьора Антъни Харви, е „изключително уязвима“ през цялото време. Филмът е номиниран във всички основни категории на наградите на Академията, а за втора поредна година Катрин Хепбърн печели Оскар за най-добра актриса (споделена с Барбра Страйсънд за „Смешно момиче“). Ролята, съчетана с нейното представяне в „Познай кой ще дойде на вечеря“, също получава наградата на британската академия (БАФТА) за най-добра актриса. Следващата поява на Хепбърн е в „Лудата от Шайо“ (1969 г.), заснет в Ница веднага след завършването на „Лъвът през зимата“. Филмът е неуспешен.
От декември 1969 г. до август 1970 г. Катрин Хепбърн участва в бродуейския музикален театър „Коко“, посветен на живота на Коко Шанел. Тя признава, че не е добра певица, но намира предложението примамливо. Актрисата взима вокални уроци в подготовка за шоуто. Тя се притеснява преди всяко представление. Критиците не са впечатлени, но обществеността харесва продукцията. По-късно Хепбърн казва че след „Коко“ за първи път чувства, че обществеността вече не е против нея, а всъщност я обича. Нейното представяне печели номинация за награда Тони за най-добра актриса в музикален театър.

#### Театър и телевизия
Хепбърн остава активна през 70-те години на ХХ век, като се фокусира върху ролите, описани от Андрю Бритън като „или загрижена майка, или жена, която живее сама“. Първо пътува до Испания, за да снима версия на Еврипидовата пиеса – „Троянските жени“ (1971 г.) заедно с Ванеса Редгрейв. На въпроса защо е приела ролята, тя отговаря че иска да разшири обхвата си и да опита всичко, докато все още има време. Филмовият кръг на Канзас Сити нарича представянето на Хепбърн най-доброто през тази година. През 1971 г. тя се присъединява към една от адаптациите на Греъм Грийн „Пътувания с моята леля“, но не е доволна от ранните версии на сценария и се заема с пренаписването му. Студиото не харесва промените ѝ. В резутат Хепбърн изоставя проекта и е заменена с Маги Смит. Следващият ѝ филм, адаптация на „Деликатен баланс“ на Едуард Олби (1973 г.), режисиран от Тони Ричардсън, има слабо представяне и получава общо взето неблагоприятни отзиви.
През 1973 г. Хепбърн за първи път се включва в телевизията, с участието си в „Стъклената менажерия“ по Тенеси Уилямс. Тя е предпазлива, но се оказва, че е едно от основните телевизионни събития на годината, с висок рейтинг. Хепбърн получава номинация за наградата Еми, за тази роля на тъжната майка от Юга Аманда Уингфийлд, която отваря съзнанието ѝ за бъдеща работа на малкия екран. Следващият ѝ проект е телевизионният филм „Любов сред развалините“ (1975 г.), базиран в Лондон, драма с нейния приятел Лорънс Оливие. Получава положителни отзиви и високи оценки и единствената си награда Еми за него.
Хепбърн се явява само един път на наградите на Академията през 1974 г., за да представи мемориалната награда Ървинг Г. Талбърг на Лорънс Уайнгартен. Тя получава овации и се шегува с публиката: „Много се радвам, че не чувам някой да извиква „време беше“. На следващата година заедно с Джон Уейн участва в уестърна „Рустър Когбърн“, продължение на друг негов филм. Хепбърн отново играе роля на дълбоко религиозна стара мома, която се съюзява с мъжкар самотник, за да отмъсти за смъртта на член на семейството си. Филмът получава посредствени отзиви. Кастингът му е достатъчен, за да привлече някои хора в боксофиса, но не отговаря на очакванията на студиото.
През 1976 г. Хепбърн се завръща на Бродуей за тримесечен период за пиесата на Инид Багнолд „Въпрос на гравитация“. Ролята на ексцентричната госпожа Базил се смята за перфектна витрина на актрисата, а пиесата е популярна въпреки лошите отзиви. По-късно тя преминава в успешно национално турне. По време на представлението в Лос Анджелис, Хепбърн чупи бедрото си, но избира да продължи турнето в инвалидна количка. През тази година е избрана за „Любима филмова актриса“ на наградите Изборът на публиката. След три години отсъствие от екрана, Хепбърн се снима във филма от 1978 г. „Olly Olly Oxen Free“. Приключенската комедия е един от най-големите провали в кариерата ѝ – сценаристът Джеймс Придо, който работи с Хепбърн, по-късно пише, че филмът „е мъртъв в момента на пускането“ и го нарича „загубен филм“. Хепбърн твърди, че основната причина за направи филма е възможността да лети с балон. Последва телевизионният филм „Царевицата е зелена“ (1979), който е заснет в Уелс. Това е последният от десетте филма, които Хепбърн прави с Джордж Кюкор и получава трета номинация за Еми.
През 80-те години на ХХ век Хепбърн развива забележим тремор, което се вижда в постоянно треперещата ѝ глава. Тя не работи в продължение на две години, казвайки в телевизионно интервю: „Имах своите шансове – нека децата да се мъчат и да се потят.“ През този период тя вижда продукцията на Бродуей „На златното езеро“ и е впечатлена. Джейн Фонда закупува правата на екрана за баща си, актьора Хенри Фонда, а Хепбърн се опитва да играе в ролята на неговата жена странната Етел Тейър. „На Златното езеро“ е успех. Той демонстрира колко енергична е 74-годишната Хепбърн. Филмът печели втора БАФТА и рекорден четвърти Оскар за Катрин Хепбърн. Омир Дикенс в своята книга за Хепбърн отбелязва, че това е по-скоро сантиментална победа, почит към нейната продължителна кариера.
Хепбърн се завръща на сцената през 1981 г. Тя получава втора номинация за Тони за нейното представяне в „Уест Сайд Валс“ на седемдесетгодишна вдовица с жажда за живот. Ролята е очевидна и напълно приемлива версия на собствения публичен образ на Хепбърн. Валтер Кер от „Ню Йорк Таймс“ пише за Хепбърн и нейното изпълнение: „Едно мистериозно нещо, което тя се е научила да прави, е да вдъхне безспорен живот на безжизнени редове.“ Катрин се надява да направи филм по спектакъла, но никой не иска да купи правата. Репутацията на Хепбърн като една от най-обичаните актриси в Америка е твърдо установена от този момент, тъй като тя е обявена за любима филмова актриса повторно и повторно печели наградата Изборът на публиката.

#### Последни роли в телевизията
През 1984 г. Хепбърн се снима в черната комедия „Грейс Куигли“ – историята на една възрастна жена, която наема убиец (Ник Нолти), за да я убие. Хепбърн намира хумор в болезнената тема, но рецензиите са отрицателни и боксофисър също има лош резултат. През 1985 г. тя представя телевизионен документален филм за живота и кариерата на Спенсър Трейси. Повечето от ролите на Хепбърн оттогава са в телевизионни филми, които не получават признанието от по-ранните години, но остават популярни сред публиката. Всяка нова роля Хепбърн обявява за последна, но продължава да приема нови роли. Тя получава номинация за Еми за 1986 г. „Госпожа Делафилд иска да се ожени“, след което две години по-късно се връща за комедията „Лора Лансинг спа тук“, където играе със своята праплеменница Шайлер Грант.
През 1991 г. Хепбърн издава автобиографията си „Аз: Истории от моя живот“, която остава в списъка с бестселъри за повече от година. Завръща се на телевизионния екран през 1992 г. за „Мъжът над мен“, с участието на Райън О'Нийл, за което получава номинация за Златен глобус. През 1994 г. тя работи с Антъни Куин в „Това не може да е любов“, която до голяма степен се основава на живота на Хепбърн, с многобройни препратки към нейната личност и кариера. Тези по-късни роли са описани като „измислена версия на характера на Кейт Хепбърн“, а критиците отбелязват, че Хепбърн по същество играе себе си.
Последната филмова роля на Хепбърн е в „Любовна афера“ (1994). На 87 години тя играе второстепенна роля, заедно с Анет Бенинг и Уорън Бийти. Това е единственият филм в кариерата на Хепбърн, в който тя не играе водеща роля. Роджър Еберт отбелязва, че това е първият път, когато изглежда крехка, но че великолепният дух е все още там. Хепбърн изиграва последната си роля.

#### Последни години и смърт
Хепбърн заявява в осемдесетте години: „Аз не се страхувам от смъртта. Трябва да е чудесно, като дълъг сън.“ През 1993 г. е хоспитализирана заради изтощение. През зимата на 1996 г. тя е хоспитализирана с пневмония. До 1997 г. става много слаба, говори и яде много малко и се страхува, че ще умре. Тя показва признаци на деменция в последните си години. През май 2003 г. в шията на Хепбърн е намерен агресивен тумор. Взето е решение да не се оперира и тя почива от сърдечен удар на 29 юни 2003 г., месец след 96-ия си рожден ден в семейния дом на Хепбърн в Кънектикът. Погребана е в гробището на Кедър Хил в Хартфорд. Хепбърн иска да няма служба.
Смъртта на Хепбърн привлича голямо обществено внимание. По телевизията ѝ отдават много почести, а вестниците и списанията посвещават на актрисата цели броеве. Американският президент Джордж Уокър Буш казва, че Хепбърн ще бъде запомнена като „едно от художествените съкровища на нацията“. В чест на обширната си театрална работа светлините на Бродуей са затъмнени вечерта на 1 юли 2003 г. През 2004 г., в съответствие с желанията на Хепбърн, нейните вещи са пуснати на търг в Ню Йорк. Събитието събира 5,8 милиона долара, които Хепбърн оставя на семейството си.

## Наследство
Уолт Дисни я обезсмъртява като малката Бо-Пип в късометражната анимация „Mother Goose Goes Hollywood“. Мартин Скорсезе създава „Авиаторът“ – филм за аферата между Катрин Хепбърн и милиардера Хауърд Хюз. Кейт Бланшет печели наградата „Оскар за най-добра второстепенна женска роля“ за изпълнението си на Катрин Хепбърн. Така тя става първата актриса, спечелила Оскар за ролята си като предишна носителка на Оскар. В Ню Йорк има улица кръстена на нея. В Олд Сейбрук има неин музей и културният център носи нейното име.
В живота Катрин Хепбърн става символ на независимата модерна жена, а също така на новата мода – тя носи панталони преди това да е широко използвана практика за жените. Тя има 12 номинации за Оскар и печели рекордните 4.

## Избрана филмография
| Година | Филм                          | Оригинално заглавие          | Роля                | Режисьор         | Бележки                                                                                      |
| ------ | ----------------------------- | ---------------------------- | ------------------- | ---------------- | -------------------------------------------------------------------------------------------- |
| 1932   | Молба за развод               | Bill of Divorcement          | Сидни               | Джордж Кюкор     |                                                                                              |
| 1933   | Утринна слава                 | Morning Glory                | Ева Лъвлейс         | Лоуел Шърман     | Оскар за най-добра женска роля                                                               |
| 1933   | Малки жени                    | Little Women                 | Джозефин (Джо) Марч |                  | Награда във Венеция                                                                          |
| 1935   | Алис Адамс                    | Alice Adams                  | Алис Адамс          |                  | номинация – Оскар                                                                            |
| 1938   | Да отглеждаш бебе             | Bringing Up Baby             | Сюзън               |                  |                                                                                              |
| 1938   | Ваканция                      | Holiday                      | Линда Сийтън        |                  |                                                                                              |
| 1940   | Филаделфийска история         | The Philadelphia Story       | Трейси Лорд         | Джордж Кюкор     | Наградата на Ню Йорк филмови критици номинация – Оскар                                       |
| 1942   | Жена на годината              | Woman of the Year            | Тес Хардинг         | Джордж Стивънс   |                                                                                              |
| 1949   | Адамово ребро                 | Adam's Rib                   | Аманда Бонър        | Джордж Кюкор     |                                                                                              |
| 1951   | Африканската кралица          | The African Queen            | Роуз Сейър          | Джон Хюстън      | номинация – Оскар                                                                            |
| 1955   | Лятно време                   | Summertime                   | Джейн Хъдсън        | Дейвид Лийн      |                                                                                              |
| 1959   | Внезапно, миналото лято       | Suddenly, Last Summer        | Вайълет Венейбъл    | Джоузеф Манкевич | номинация – Оскар номинация – Златен глобус                                                  |
| 1967   | Познай кой ще дойде на вечеря | Guess Who's Coming to Dinner | Кристина Дрейтън    | Стенли Крамър    | Оскар за най-добра женска роля БАФТА за най-добра актриса номинация – Златен глобус          |
| 1968   | Лъвът през зимата             | The Lion in Winter           | Елеонор Аквитанска  | Антъни Харви     | Оскар за най-добра женска роля Златен глобус за най-добра актриса БАФТА за най-добра актриса |
| 1971   | Жените на Троя                | The Trojan Women             | Хекуба              |                  | Награда на филмовите критици в Канзас                                                        |
| 1975   | Рустър Когбърн                | Rooster Cogburn              | Юла Гуднайт         |                  |                                                                                              |
| 1975   | Любов сред развалините        | Love Among the Ruins         | Джесика Медикот     | Джордж Кюкор     |                                                                                              |
| 1981   | На златното езеро             | On Golden Pond               | Етъл Фейър          | Марк Райдел      | Оскар за най-добра женска роля БАФТА за най-добра актриса номинация – Златен глобус          |
| 1984   | Грейс Куигли                  | Grace Quigley                | Грейс Куигли        |                  | Наградата на Монреал                                                                         |
| 1994   | Любовна афера                 | Love Affair                  | Джини               |                  |                                                                                              |